# Organisation Internationale de Radiodiffusion et de Télévision

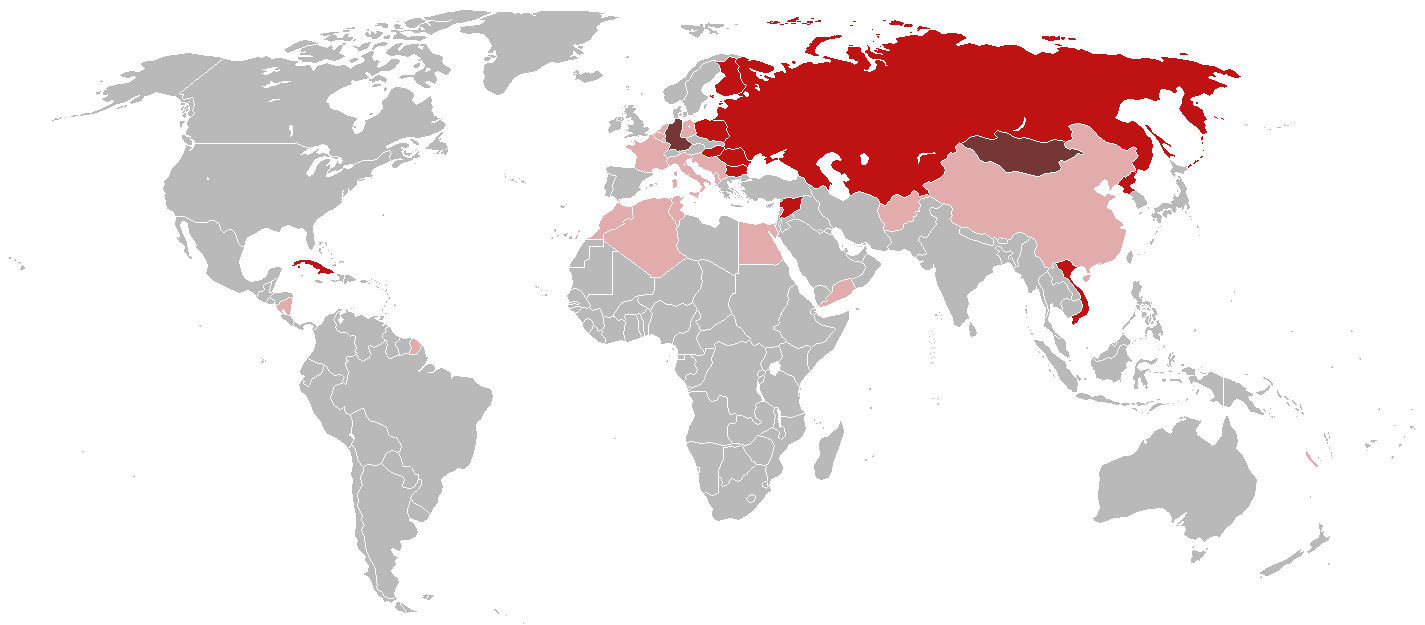
OIRT-leden

De Organisation Internationale de Radiodiffusion et de Télévision (afgekort OIRT, voor 1960 bekend als Organisation Internationale de Radiodiffusion (OIR)) was een Oost-Europese organisatie voor internationale samenwerking van radio- en televisieomroepen. Het voornaamste doel van de organisatie was banden tussen de verschillende omroepen creëren, informatie uitwisselen, gezamenlijk problemen op het gebied van radio en televisie oplossen, en de interesse in omroepen promoten.

## Geschiedenis
De OIRT werd op 28 juni 1946 opgericht door 26 leden. Een dag later werd bij de General Assembly of the International Broadcasting Union (IBU) al een poging gedaan de organisatie weer op te heffen, maar een motie hiertoe kreeg niet de meerderheid van de stemmen. 18 van de 28 leden van de IBU sloten zich bovendien aan bij de nieuwe OIR.
De OIR vestigde zich in het IBU-gebouw in Brussel. De organisatie werd geleid door twee directeuren, een namens de Sovjet-Unie en een namens Frankrijk. De Koude Oorlog zorgde echter voor veel spanningen tussen de medewerkers van de OIR.
In 1950 verlieten enkele leden, waaronder vooral veel West-Europeanen, de organisatie en richtten gezamenlijk de Europese Radio-unie op. Onder hen bevonden zich België, Egypte, Frankrijk, Italië, Libanon, Luxemburg, Monaco, Marokko, Nederland, Tunesië en de Socialistische Federale Republiek Joegoslavië. Het hoofdkantoor van de OIR werd hierop verplaatst naar Praag en het oude hoofdkantoor in Brussel werd nu het hoofdkantoor van de ERU.
In 1961 ging de OIR over in de nieuwe OIRT. Tussen 1977 en 1980 organiseerde de OIRT vier wedstrijden van het Intervisiesongfestival, als antwoord op het succesvolle Eurovisiesongfestival.
Op 1 januari 1993 fuseerde de OIRT met de ERU.